# Графитово
Графитово (болг. Графитово) — село в Болгарии. Находится в Сливенской области, входит в общину Нова-Загора. Население составляет 2 человека.

## Политическая ситуация
В местном кметстве Омарчево, в состав которого входит Графитово, должность кмета (старосты) исполняет Ганчо Димитров Ганчев (Болгарская социалистическая партия (БСП)) по результатам выборов.
Кмет (мэр) общины Нова-Загора — Николай Георгиев Грозев (Граждане за европейское развитие Болгарии (ГЕРБ)) по результатам выборов в правление общины.